# Замниуси
Замниуси — колишнє село в Богодухівському районі Харківської області, підпорядковувалося Сухининській сільській раді.

## З історії
Село постраждало внаслідок геноциду українського народу, проведеного урядом СССР в 1932—1933 роках, кількість встановлених жертв в Замниусах, Киянах, Скорогорівці, Сухинах, Хорунжому — 382 людей.
1997 року приєднане до Скорогорівки.

## Географічне розташування
Село знаходилося на правому березі річки Сухий Мерчик; вище з течією на протилежному березі — село Скосогорівка, нижче по течії — Хорунже, неподалік пролягає автодорога Т 2106